# Лонцько (гміна)
Гміна Лонцько (пол. Gmina Łącko) — сільська гміна у південній Польщі. Належить до Новосондецького повіту Малопольського воєводства.
Станом на 31 грудня 2011 у гміні проживало 15780 осіб.

## Площа
Згідно з даними за 2007 рік площа гміни становила 132.95 км², у тому числі:
- орні землі: 51.00%
- ліси: 43.00%

Таким чином, площа гміни становить 8.58% площі повіту.

## Населення
Станом на 31 грудня 2011:
| Опис     | Загалом | Загалом | Чоловіки | Чоловіки | Жінки | Жінки |
| -------- | ------- | ------- | -------- | -------- | ----- | ----- |
| одиниця  | осіб    | %       | осіб     | %        | осіб  | %     |
| все      | 15780   | 100     | 8001     | 50.70    | 7779  | 49.30 |
| міське   | 0       | 100     | 0        |          | 0     |       |
| сільське | 15780   | 100     | 8001     | 50.70    | 7779  | 49.30 |

## Сусідні гміни
Гміна Лонцько межує з такими гмінами: Камениця, Кросьценко-над-Дунайцем, Луковиця, Охотниця-Дольна, Подеґродзе, Старий Сонч, Щавниця.